# Коттонвуд (Південна Дакота)
Коттонвуд (англ. Cottonwood) — місто (англ. town) в США, в окрузі Джексон штату Південна Дакота. Населення — 12 осіб (2020).

## Географія
Коттонвуд розташований за координатами 43°57′56″ пн. ш. 101°54′9″ зх. д. / 43.96556° пн. ш. 101.90250° зх. д. (43.965501, -101.902378).  За даними Бюро перепису населення США в 2010 році місто мало площу 2,38 км², з яких 2,38 км² — суходіл та 0,00 км² — водойми.

### Клімат
| Клімат : Коттонвуд                                          | Клімат : Коттонвуд | Клімат : Коттонвуд | Клімат : Коттонвуд | Клімат : Коттонвуд | Клімат : Коттонвуд | Клімат : Коттонвуд | Клімат : Коттонвуд | Клімат : Коттонвуд | Клімат : Коттонвуд | Клімат : Коттонвуд | Клімат : Коттонвуд | Клімат : Коттонвуд | Клімат : Коттонвуд |
| Показник                                                    | Січ.               | Лют.               | Бер.               | Квіт.              | Трав.              | Черв.              | Лип.               | Серп.              | Вер.               | Жовт.              | Лист.              | Груд.              | Рік                |
| Абсолютний максимум, °C                                     | 26,7               | 26,7               | 31,1               | 35,0               | 40,6               | 45,6               | 47,2               | 45,0               | 42,2               | 36,7               | 29,4               | 25,0               | 47,2               |
| Середній максимум, °C                                       | 1,8                | 3,8                | 8,8                | 15,6               | 21,3               | 26,8               | 32,0               | 31,8               | 25,8               | 17,5               | 8,7                | 2,3                | 16,4               |
| Середній мінімум, °C                                        | −13,1              | −11,3              | −6,4               | −0,9               | 5,7                | 11,2               | 14,8               | 13,4               | 6,8                | −0,4               | −7,3               | −13                | 0,0                |
| Абсолютний мінімум, °C                                      | −41,1              | −41,7              | −36,1              | −24,4              | −10,6              | −1,1               | 1,1                | −2,8               | −12,2              | −21,7              | −33,9              | −40,6              | −41,7              |
| Норма опадів, мм                                            | 9                  | 14                 | 30                 | 43                 | 72                 | 76                 | 56                 | 37                 | 34                 | 35                 | 16                 | 10                 | 432                |
| Днів з опадами                                              | 2,4                | 3,0                | 4,4                | 6,0                | 8,0                | 8,9                | 6,5                | 4,7                | 4,7                | 4,7                | 3,1                | 2,6                | 59,0               |
| Днів зі снігом                                              | 2,9                | 3,1                | 3,3                | 1,9                | 0,1                | 0                  | 0                  | 0                  | 0                  | 0,6                | 2,5                | 3,1                | 17,5               |
| ----------------------------------------------------------- | ------------------ | ------------------ | ------------------ | ------------------ | ------------------ | ------------------ | ------------------ | ------------------ | ------------------ | ------------------ | ------------------ | ------------------ | ------------------ |
| Джерело: NWS NOWDATA for Cottonwood 2E from Rapid City area |                    |                    |                    |                    |                    |                    |                    |                    |                    |                    |                    |                    |                    |

## Демографія
Згідно з переписом 2010 року, у місті мешкало 9 осіб у 6 домогосподарствах у складі 3 родин. Густота населення становила 4 особи/км².  Було 9 помешкань (4/км²).
Расовий склад населення:
| - 88,9 % — білих - 11,1 % — корінних американців |

До двох чи більше рас належало 0,0 %. Частка іспаномовних становила 0,0 % від усіх жителів.
За віковим діапазоном населення розподілялося таким чином: 0,0 % — особи молодші 18 років, 66,7 % — особи у віці 18—64 років, 33,3 % — особи у віці 65 років та старші. Медіана віку мешканця становила 60,8 року. На 100 осіб жіночої статі у місті припадало 200,0 чоловіків;  на 100 жінок у віці від 18 років та старших — 200,0 чоловіків також старших 18 років.
Цивільне працевлаштоване населення становило 0 осіб. 